# 유창식 (정치인)
유창식(1953년 11월 3일 ~ )은 대한민국의 정치인이다. 제39대 정선군수를 역임했다.

## 학력
- 정선초등학교
- 정선중학교
- 정선농업고등학교

## 역대 선거 결과
|  | 45.79% |

|  | 52.85% |

|  | 43.59% |